# Hubert Bland
Pour les articles homonymes, voir Bland.
Hubert Bland (né le 3 janvier 1855 à Woolwich, faubourg au sud-est de Londres et décédé le 14 avril 1914 à Eltham, faubourg de Londres) fut un des premiers socialistes britannique parmi les fondateurs de la Fabian Society.

## Biographie
Hubert Bland voulait s'engager dans l'armée, mais empêché, il devint employé de banque.
En 1877, il rencontra Edith Nesbit, une proche de William Morris et l'épousa le 22 avril 1880 alors qu'elle était enceinte de 7 mois. Cependant, ils n'emménagèrent pas immédiatement ensemble, Bland continua à vivre chez sa mère, qui vivait avec Maggie Doran, mère de son fils. Ensemble, ils eurent trois enfants : Paul (1880-1940), Iris (1881-1965) et Fabian (1885-1900, décédé lors d'une opération des amygdales). De plus, Bland avait alors une relation avec l'amie de sa femme, Alice Hoatson, avec qui il eut deux enfants (Rosamund née en 1886 et John né en 1899). Malgré l'opposition initiale, elle a élevé ces enfants avec Edith Nesbit, qui les a adoptés.
En 1883, les époux Bland adhérèrent à la Fellowship of the New Life et en firent scission en janvier 1884 avec ceux qui créèrent la Fabian Society (dont Edward Pease, Havelock Ellis et Frank Podmore). Bland présida la première réunion puis fut élu trésorier de la société. En 1885, il adhéra à la Social Democratic Federation (les deux n'étaient pas exclusifs). L'année suivante, en novembre, il fonda avec Annie Besant, George Bernard Shaw et Sydney Olivier la Fabian Parliamentary League destinée à aller plus loin dans l'action politique en présentant des candidats aux législatives.
En 1893, il rejoignit l'Independent Labour Party. Mais, son soutien à l'impérialisme britannique (principalement lors de la seconde guerre des Boers) lui valut l'hostilité croissante de ses amis socialistes.
Il enseigna un temps à la London School of Economics.
En 1911, Hubert Bland devint aveugle.

## Source
- (en) Cet article est partiellement ou en totalité issu de l’article de Wikipédia en anglais intitulé « Hubert Bland » (voir la liste des auteurs).